# Nematus platystigma
Nematus platystigma är en stekelart som först beskrevs av Lindqvist 1949.  Nematus platystigma ingår i släktet Nematus, och familjen bladsteklar. Arten är reproducerande i Sverige.